# 益子氏
益子氏（ましこし）は、鎌倉時代から戦国時代にかけて活躍した武家。

家紋 左三つ巴
幕紋 梶の葉

## 下野国の益子氏（宇都宮氏家臣）
益子氏の本姓は紀氏。家系は孝元天皇の血筋で応神天皇、神功皇后の大臣であった武内宿禰の末裔である。遠祖は諸説あり、大納言紀長谷雄、征東大将軍紀古佐美あるいは土佐守紀貫之ともいわれる。下野守護 宇都宮氏の重臣で同国の有力武士団 紀党の棟梁でもある。下野国芳賀郡益子邑を拠点に600町を有し、西明寺城をはじめとする八木岡城、上三川城諸城の城主でもあった。家紋は左三つ巴、隅切り角に左三つ巴、子持ち左巴、丸に片喰、丸に下がり藤、丸に三つ引き。

### 鎌倉・室町時代 ～宇都宮氏重臣としての活躍～
益子氏は紀貞隆の次男益子正隆を初代とし、三代益子正重は源頼朝が奥州藤原氏打倒の兵を挙げた際に宇都宮朝綱を大将に奉じ2万の兵を率い従軍、益子氏の率いる紀党と芳賀高親率いる清党がともに宇都宮氏の属下として抜群の武功を顕わした。この時、益子氏と芳賀氏は頼朝から源氏の白旗一流ずつを贈られたことが後世まで益子氏の栄誉とされ、世にその武勲を知らしめる端緒となった。この益子氏率いる紀党と芳賀氏率いる清党こそ宇都宮氏幕下の二大武士団 紀清両党として知られるようになったのである。とりわけ、益子氏の隆盛の基盤となったのは、後に下野守護職を世襲する宇都宮氏の祖　藤原宗円の母が益子正隆の女であったことによるところが大きい。鎌倉時代を通じて宇都宮氏が下野国内で大名化するにつれ、益子氏は宇都宮氏の重臣かつ下野国芳賀郡益子城主としてその武力を支えたのである。益子氏の家紋は主家・宇都宮氏同様、左三つ巴であり、おそらく主家から拝領したものと考えられる。また、藤原宗円を三井寺出身とする説を唱える野口実は、紀氏 ＝ 益子氏ゆかりの西明寺が三井寺の僧兵によってその傘下に入れられたとする伝承があるのに着目して、これを宇都宮（宇都宮二荒山神社）と宇都宮氏が西明寺と紀氏（益子氏）を傘下に入れた話を元にしているのではないか、と推測している。
南北朝時代においては主家の宇都宮氏が北朝・室町幕府に従ったため、益子氏も北朝方となり益子貞正は宇都宮軍の有力武将として活躍した。その後、幕府内で足利尊氏と弟 直義による権力闘争に端を発した内紛、観応の擾乱が勃発すると、益子氏一党は宇都宮氏に従い尊氏党に与し、宇都宮一族の氏家周綱、綱元、忠朝、同じく宇都宮一族の薬師寺元可、義夏、義春、助義兄弟や清党の芳賀貞経らとともに南朝方に投降した直義党の桃井直常と対峙した。
一方、京周辺でも南北両朝の激戦が繰り広げられており、下野国からも宇都宮家の手勢が京周辺にも出兵され、楠木正成らと対峙した。この際も宇都宮勢に益子氏一門から益子顕助、国行、秀助親子が従軍しており南朝方と戦ったことが『太平記』にも記されている。それによれば敵将　楠木正成は宇都宮氏は坂東一の弓矢とりであるとして、その両翼たる 益子氏、芳賀氏ら紀清両党は戦場において命を捨てることを厭わないと言い、宇都宮軍との激突を避けたとされ、益子氏の武勇を示す逸話を伝えられている。しかし、南朝方の抵抗も凄まじく顕助は東寺で討ち死にし、益子一族の多くも京での戦いで命を落とした。ちなみに四国の讃岐国における史料『由佐氏由緒臨本』によれば、顕助の庶子の秀助は足利氏の一門　細川頼春に従い四国に下り、讃岐国香川郡井原に下り、由佐氏を称したと伝わっている。
一連の戦乱の最中、暦応2年（1339年）、関東において南朝方を指揮していた北畠親房は公卿の春日顕国を常陸国の関城に派遣し、常陸の小田氏を従えた顕時は関城から下野に入り、北朝軍に従い転戦中で空城となっていた益子氏の西明寺城、八木岡城、上三川城が一時陥落される事態も生ずる。このとき、南朝軍に従い益子氏の城を陥落させた小田氏の祖は益子正雄の女を母親とする宇都宮氏の一族であり、宇都宮氏初代、藤原宗円の庶子で鎌倉幕府を開いた源頼朝の重臣として評定衆・常陸守護を務めた八田知家を祖とする家系であることから、まさに主家の同族であると同時に縁戚関係でもある一族との骨肉の戦いとなった。しかし、下野における戦況は次第に北朝方の優位となり、南朝勢力の衰退により益子氏はようやく失地を回復するに至る。そして、戦乱に明け暮れた関東も足利義満の世に南北朝合一がなり、世の平穏を取り戻したことによって、益子氏をとりまく環境も次第に安定したものとなっていったのである。

### 戦国時代 ～主家との反目～
しかし、戦国時代以降、関東をめぐる情勢は再び不安定化しはじめるようになった。結果、下野南部に隆盛を誇った益子氏も宇都宮家臣であると同時に、独立領主でもあるという立場から戦乱の渦中に呑みこまれていったのである。
天文8年（1532年）には、芳賀氏など他の宇都宮家臣との対立から益子勝清が、宇都宮氏を一時離反する事態が起こり、さらに同15年（1546年）には勝清の庶子であった益子勝宗が益子本家に謀叛を起こし、兄で益子宗家の家督を継いでいた益子勝家親子を攻め滅ぼして、家督に収まるという事件が勃発した。
一連の事態を造反とみた主君　宇都宮氏は益子勝宗を謀反人と見做し、益子氏の追討に乗り出すことになった。対する、勝宗は主家に対抗するため、常陸国の結城氏配下の水谷氏に一時、属して、一時これに反抗するも、再び宇都宮家に帰順し事なきを得た。しかし、その後も勝宗は下野国内における勢力拡大に野心を抱いたことから、永禄2年（1559年）、七井の矢島城を陥落させて領地を拡大、それから20余年の時を経た天正4年（1576年）には七井城を築いて五男　勝忠を城主として据え、七井氏を名乗らせるなど、下野国内の国人領主としての勢力を広げていった。さらに同年には、高館城を修築し、本拠を益子城より移すなど自身の勢力基盤の確立に力を注ぐようになったのである。
益子氏の独立性はその対外政策の面でも顕著となっていった。主家である宇都宮家自身が親上杉派であるのに対して、勝宗率いる益子氏は親北条派であったとされるなど、主家とは異なる路線を取るようになっていったのである。とりわけ、益子勝宗は主家と別に独自に甲斐の武田信玄と親交を深め、信玄の上野国侵攻時にはこれに呼応して出兵し、その軍功から武田信玄より感状を贈られるなど外交のみならず軍事面でも親武田の姿勢が見られた。殊に、武田信玄から勝宗に贈られた感状には「此度之武功無比類儀候」と記されており、嫡男の元服に際して「仍家名之信字進之候」即ち信玄の俗名　晴信の一字信の字を偏諱を授けられ、益子信勝と名乗らせ、さらに嫡男元服に際して祝の品として則光の刀も贈られているなど、宇都宮家臣ながら武田方に臣従するかのような姿勢をとっているのも益子氏の独自路線を顕著に示している。但し、一方で天正6年（1578年）、武田勝頼が上野に侵攻すると、宇都宮氏など下野をはじめとする北関東諸将はこぞって反武田につき、益子氏も小田氏の家臣信田彌四郎らとともに勝頼の陣へ夜襲をかけ、益子氏は内藤昌月と跡部勝資を敗走させ、この功により勝宗は主君 宇都宮国綱から感状が贈られている。この結末を見る限り、益子氏の独自外交はあくまで益子氏の独立領主としての立場を生かした宇都宮家の調略の一環であったということができる。
また、宇都宮家と益子家の関係も、宇都宮氏譜代の臣であった芳賀高照が家督相続をめぐる争いで宇都宮氏に反抗したため、当主の宇都宮尚綱の命により、益子勝宗の三男・高定に芳賀氏討伐が命じられている。高定は芳賀氏討伐後その家督を継いで芳賀高定と名乗り、尚綱の腹心として宇都宮氏執政職として活躍。主君・宇都宮尚綱が五月女坂で敗死した折も嫡子の伊勢寿丸（宇都宮広綱）をよく助けたとされる。このように、益子氏一門はその独立性を保ちながらも宇都宮氏に対しては恭順的なものであったといえる。
しかし、その様相は勝宗の後継の代になり、大きく変容することになった。勝宗の後継は長男である信勝が那須氏の傘下である大関氏に仕えたことから、次男である益子安宗が後継者となったものの、安宗は重臣加藤上総の讒言で幽閉されてしまい、益子氏の家督はその嫡男の益子家宗が家督を継ぐこととなった。この跡目相続をめぐる混乱が契機となり、益子氏と領土の境界を接する周辺諸氏との争いが激化。益子氏をとりまく情勢はいよいよ厳しくなった。その間も、益子氏は一貫して宇都宮家臣としての姿勢を堅持してきたが、天正12年（1584年）になり、益子一族の七井勝忠が宇都宮国綱に叛いて戦って尾羽寺で毒殺され、勝忠の子の七井忠兼も天正14年（1586年）、茂木山城守と新福寺に戦って敗れ討死したことで、益子氏はついに宇都宮氏に叛旗を翻すのである。
益子家宗は主家に対抗すべく隣国である下総国の結城晴朝に千貫の知行地を献じて後詰を依頼、翌年9月に宇都宮一門である茂木氏が守る下野国茂木の佐夫良峠に攻め寄せた。しかし、矢口台に陣を敷いた結城・益子連合軍は、宇都宮一門の茂木治良率いる軍勢に敗北を喫する。さらに家宗は主君・宇都宮国綱の追討を受け、家宗は敗死したのである。ちなみに、益子氏が宇都宮氏との対立を深める要因には、家宗の大叔父である芳賀高定によって攻め滅ぼされた芳賀高照の遺児・高継の策謀があったとされる。高継は父が家宗の大叔父 高定に攻め滅ぼされた後、益子氏の下で養育されていたが、高継の成人後は高定から芳賀家の家督を返還されていた。まさに益子氏にとっては好意が仇になった結果となったといえる。
その後も益子氏は一門の益子重綱が家督を継いで何とか家は存続していたが、依然、周辺勢力との確執が続いていた。その頃、益子領南方では宇都宮氏一門の笠間領と隣接していたが、領地の境界をめぐり笠間氏との紛争が絶えなかったため、益子重綱は笠間幹綱を攻めたものの、敗戦を喫したとされる。この戦いにより敗れた重綱は常陸の結城晴朝に庇護を求め、結城方から援将として加藤大隅守父子を大将に兵を派遣した。この時、結城・益子連合軍は笠間幹綱方の谷中玄蕃允を討ち取る戦果を挙げたものの、笠間勢は谷中玄蕃允の一周忌を期して、玄蕃允の嫡男谷中孫八郎をして先陣せしめ、家老の江戸美濃守を後楯とした益子討伐の兵を挙げ、これを攻めると再び益子勢は形勢不利に転じることとなった。笠間勢は益子方の要害である富谷城を一気に乗っ取る計略を立てて、兵を城に近付かせた。この時、益子勢は自領内の富谷城からは500～600人の兵が出動させ、笠間勢と激突したものの、笠間勢の急襲により浮き足立った益子勢は散々に打ち破られ、笠間氏の大勝利に終わった。『益子系図』によれば、この合戦で益子重綱が捕らえられたとも記されている。
この戦いで益子勢が敗れたことを知った結城晴朝は、家老である下館城主・水谷勝俊に命じて笠間氏を攻撃させたことが『磯辺由緒書』にみえている。しかし、この戦いで手痛い敗北を喫した益子氏は下野南部の勢力を失い、隣国の結城晴朝を頼って下総国、さらに常陸国へと逃れていったという。これにより、平安時代末期から下野守護・宇都宮家の重臣として活躍した名門 益子氏は滅亡し、子孫は周辺諸勢力を頼って落ち伸びていったのである。

### 新たな説
2016年4月に栃木県立博物館学芸部長兼歴史研究家の江田郁夫が益子氏1590年の宇都宮氏の所領の再配置以後、片岡氏を名乗るようになり、幕末まで続いていた可能性が高いという新たな説を発表した。毛利文書によると天正18年（1590年）の時点での城主は益子治宗であるという。

### 庶家
なお、益子氏は鎌倉時代より続く古族であり、庶子家も多く輩出された。
- 中里氏　　益子氏初代　益子正隆の三弟　季方よりはじまる。
- 高橋氏　　益子氏2代　益子正頼の次男 家広よりはじまる。
- 黒崎氏　　益子氏3代　益子行宗の長男　家衡よりはじまる。
- 河内氏　　益子氏3代　益子行宗の三男　宗政よりはじまる。
- 増子氏　　益子氏5代　益子正重の長男 宗次よりはじまる。
- 落合氏　　益子氏11代　益子貞光の三男 祐光よりはじまる。
- 飯村氏　　益子氏11代　益子貞光の五男 祐次よりはじまる。
- 増山氏　　益子氏12代　益子貞正の四男　勝状よりはじまる。
- 市花輪氏　益子氏12代　益子貞正の五男　直政よりはじまる。
- 由佐氏　　益子一族　　 益子顕助の次男　秀助よりはじまる。はじめ足利一門の細川家臣、後に戦国大名　三好氏の家臣となる。
- 七井氏　　益子氏18代　益子勝宗の五男　勝忠よりはじまる。
- 小貫氏　　益子氏18代　益子勝宗の三男　芳賀高定が芳賀の家督を芳賀家の血縁に返上したため、高定の子は小貫姓を称する。

## 常陸国の益子氏

### 佐竹家臣(秋田藩士) 益子氏
また、常陸守護 佐竹氏の家臣にも益子氏の存在が確認される。佐竹氏の出羽国秋田郡秋田転封に際しては益子姓を持つ家臣のうち8家が随行し、秋田藩士となったという。
- 益子勝正流

益子勝正流は、勝正の代に佐竹氏の秋田転封に随うという。
```
系譜 益子勝正 - 勝貞 - 勝安 - 勝家 - 勝重 - 勝吉 - 熊野助勝清
```

- 益子丹波守流

また、益子越後守次広は赤館に住むも慶長7年（1602年）、佐竹氏に随い秋田に移住するという。
```
系譜　益子丹波守某 - 越後守次広 - 太郎兵衛次長 - 助左衛門次元
```

別系図では
```
系譜　益子太郎兵衛次長 - 助左衛門次重 - 次家 - 平大夫次恒
```

とも。
- 益子次種流

益子次種の家系は慶長7年（1602年）、佐竹氏に随い秋田に下向するという。
```
系譜 益子次種 - 種久 - 種信 - 種次
```

- 益子彦九郎流

益子彦九郎某の家系は慶長7年（1602年）、彦九郎が常陸国から秋田に下向し、子孫は平鹿郡横手に住むという。
```
系譜 益子彦九郎某 - 友勝 - 弥次右衛門友周
```

- 益子三助流

益子三助流は三助の代に常陸国から秋田に下り、山本郡檜山に住む。
```
系譜 益子三助某 - 眞由 - 眞長 - 眞胤 - 眞延
```

- 益子次郎右衛門流

益子次郎右衛門流は次郎右衛門の代に常陸国から平鹿郡湯沢に移住し、知行高30石を与えられたという。
```
系譜 益子次郎右衛門某 - 善右衛門某 - 伝吉某 - 善右衛門某 - 七郎兵衛為房
```

- 益子仁左衛門流

益子丹後の次男、益子仁左衛門某の代に常陸国から秋田に下向し、雄勝郡湯沢に住む。
```
系譜 益子仁左衛門某 - 味右衛門某 - 儀左衛門為昌
```

- 益子丹後流

慶長7年（1602年）、益子丹後の子、丹後某の代に常陸国より秋田に下向し、雄勝郡湯沢に住む。
```
系譜 益子丹後某 - 丹後某 - 八左衛門某 - 八左衛門某 - 善八 - 八左衛門為宗
```

### 水戸徳川家臣(水戸藩郷士) 益子氏
なお、常陸国に残留した、益子一門のうち、益子和泉兼継は寛永10年（1633年）に水戸藩郷士に取り立てられるという。幕紋は梶の葉を用いる。この家系は本姓は紀氏、紀貞政を祖とする益子庄高館城主の家系と伝え、前項の下野国益子氏一族の係塁であることが確認される。代々、陸奥国白河郡棚倉に住む。元和年間（1615年 - 1624年）に常陸国の現在の奥久慈にある小金山群、小久慈山で金の採掘をし、経済力を誇るという。大子村の郷士たる益子氏は益子民部左衛門の代に初代水戸藩主 徳川頼房、二代光圀より13石をもって郷士に取り立てられるといい、益子忠太については、三代綱條の代に30俵を以て郷士に取り立てられたとされる。この水戸藩主三代のうちに郷士に取り立てられた家を旧家17家と称し、益子氏は旧族郷士の筆頭として位置づけられたという。

### 近世の益子氏
なお、幕末維新の折に活動した益子姓の人物について記載する。
- 益子軍蔵 - 天狗党の乱で市川三左衛門率いる諸生党として戦い、元治元年（1864年）夏、常陸で討ち死にする[22]。
- 益子平衛門 - 姓は増子とも。諱は古利、吉利ともいう。友部陣営詰先手同心。天狗党の乱で天狗党に加わって諸生党と戦い捕らわれる。慶応元年（1865年）2月15日、獄死する。享年47。41ともいう。靖国神社合祀[23]。